# Liten eksolvecklare
Liten eksolvecklare (Pammene argyrana) är en fjärilsart som först beskrevs av Jacob Hübner 1799.  Liten eksolvecklare ingår i släktet Pammene, och familjen vecklare. Arten är reproducerande i Sverige.